# Maja Gojković
Maja Gojković (in serbo Маја Гојковић?; Novi Sad, 22 maggio 1963), presidente dell'Assemblea nazionale serba dal 2014.

## Biografia
Nata a Novi Sad il 22 maggio 1963, ha studiato presso l'Università di Novi Sad, laureandosi in legge nel 1989 e iniziando a lavorare presso lo studio legale di famiglia. 

### Carriera politica
È stata tra i fondatori del Partito Radicale Serbo (SRS), ricoprendo la carica di segretario generale, vicepresidente del consiglio esecutivo e vicepresidente del partito. Era inoltre l'avvocato di Vojislav Šešelj, presidente e fondatore del partito, prima che venisse processato dal Tribunale Penale Internazionale per l'ex-Jugoslavia per crimini di guerra e crimini contro l'umanità. 
Dal 1992 è stata un membro del parlamento della Repubblica Federale di Jugoslavia. e dal 1996 al 2000 è stata un membro del Parlamento della Voivodina.
Nel 1998 e 1999 è stata un Ministro senza portafoglio.
Nel 2004 viene eletta sindaco di Novi Sad, capitale della Voivodina, divenendo la prima donna sindaco della città.
Nel 2006 lascia l'SRS, trovandosi in disaccordo con i vertici del partito, ed entra a far parte nel 2012 del Partito Progressista Serbo, ricoprendo dal 2014 la carica di Presidente dell'Assemblea Nazionale di Serbia.